# Экранизации произведений Филипа Дика
Экранизации произведений Филипа Дика
Несмотря на то, что американский фантаст Филип Дик (1928—1982) очень разноплановый и сложный автор, его произведения вызывают широкий интерес киноделов. Произведения Филипа Дика неоднократно экранизировались, причём некоторые из этих фильмов в настоящее время считаются классикой кинофантастики. Как отметил Сергей Оболонков в одном из обзоров, «фильмы, снятые по мотивам произведений Дика, крайне редко соответствуют замыслам писателя».
| Фильм                            | Оригинальное название                  | Год выпуска | Примечание |
| -------------------------------- | -------------------------------------- | ----------- | --- |
| Бегущий по лезвию                | англ. Blade Runner                     | 1982        | Экранизация романа «Мечтают ли андроиды об электроовцах?» (англ. Do Androids Dream of Electric Sheep?). Сценарий: Philip K. Dick, Hampton Fancher                                           |
| Утренний патруль                 | греч. Πρωινή περίπολος                 | 1987        | Не является экранизацией какого-либо произведения. Филип Дик числится среди сценаристов картины. Идеей для фильма послужил его рассказ «Лейтесь, слёзы…»                                    |
| Вспомнить всё                    | англ. Total Recall                     | 1990        | Экранизация рассказа «Воспоминания оптом и в розницу» (англ. We Can Remember It For You Wholesale) или «В глубине памяти». Сценарий: Philip K. Dick, Ronald Shusett                         |
| Исповедь чокнутого               | фр. Confessions d'un Barjo             | 1992        | По роману «Исповедь недоумка» |
| Крикуны                          | англ. Screamers                        | 1995        | Экранизация рассказа «Вторая разновидность» (англ. Second Variety) Сценарий: Philip K. Dick, Dan O’Bannon                                                                                   |
| Вспомнить всё 2070               | англ. Total Recall 2070                | 1999        | Канадский 22-серийный телесериал по мотивам романа «Мечтают ли андроиды об электроовцах?» и рассказа «Из глубин памяти».                                                                    |
| Пришелец                         | англ. Impostor                         | 2001        | Экранизация одноимённого рассказа. Сценарий: Philip K. Dick, Scott Rosenberg |
| Особое мнение                    | англ. Minority Report                  | 2002        | Экранизация одноимённого рассказа. Сценарий: Philip K. Dick, Scott Frank |
| Час расплаты                     | англ. Paycheck                         | 2003        | Экранизация рассказа «Полный расчёт». Сценарий: Philip K. Dick, Dean Georgaris |
| Город будущего                   | англ. Natural City                     | 2003        | Неофициальный ремейк «Бегущего по лезвию бритвы». Сценарий: Min Byeong-cheon |
| Помутнение                       | англ. A Scanner Darkly                 | 2006        | Экранизация одноимённого романа. Сценарий: Philip K. Dick, Richard Linklater |
| Пророк                           | англ. Next                             | 2007        | Вольная экранизация рассказа «Золотой человек» (англ. The Golden Man) |
| Свободное радио Альбемута        | англ. Radio Free Albemuth              | 2010        | Экранизация одноимённого романа, фильм Джона Саймона. |
| Меняющие реальность              | англ. The Adjustment Bureau            | 2011        | Научно-фантастическая мелодрама по мотивам рассказа «Команда корректировки». Снят режиссёром Джорджем Нолфи (англ. Adjustment Team)                                                         |
| Вспомнить всё                    | англ. Total Recall                     | 2012        | Экранизация рассказа «Воспоминания оптом и в розницу» (англ. We Can Remember It For You Wholesale) или «В глубине памяти». Сценарий: Филип Дик, Курт Уиммер, Джеймс Вандербилт, Марк Бомбэк |
| Человек в высоком замке          | англ. The Man in the High Castle       | 2015        | Телесериал по мотивам одноимённого романа. |
| Электрические сны Филипа К. Дика | англ. Philip K. Dick’s Electric Dreams | 2017        | Телесериал по мотивам произведений Филипа Дика. |